# George Abbott Way
La George Abbott Way est une section de la 45e rue de Manhattan à New York, aux États-Unis.

## Situation et accès
Située au nord-ouest de Times Square, elle a été nommée d'après George Abbott (1887-1995), producteur et directeur de théâtre à Broadway.

## Origine du nom
Cette voie rend honneur au producteur et réalisateur de Broadway George Abbott. 

## Historique
« George Abbott Way » est une portion emblématique de la 45e Rue ouest à Manhattan, située juste à côté de Times Square.

## Bâtiments remarquables et lieux de mémoire
Cette section contient un grand nombre de théâtres de Broadway, dont:
- 222 West 45th Booth Theatre
- 236 West 45th Gerald Schoenfeld Theatre (Plymouth Theatre)
- 239 West 45th Music Box Theatre
- 242 West 45th Bernard B. Jacobs Theatre (Royale Theatre)
- 249 West 45th Imperial Theatre
- 252 West 45th John Golden Theatre

On y trouve aussi le Marriott-Marquis Hotel, le Viacom International Building, et le Milford Plaza Hotel.

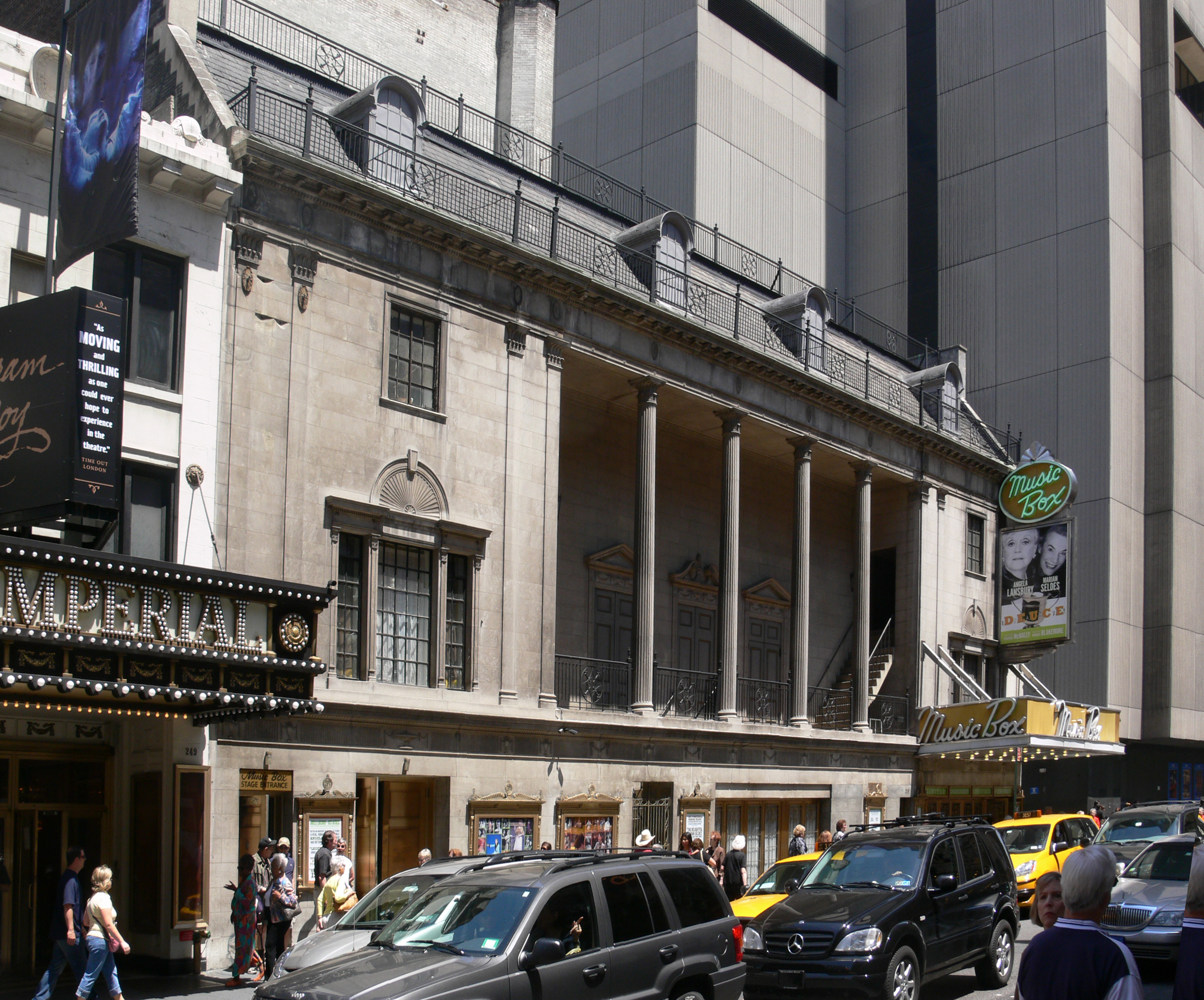
Music Box Theatre